# Florian Neuhold
Florian Neuhold (Weinitzen, 6 luglio 1993) è un ex calciatore austriaco, di ruolo difensore.

## Palmarès

### Club
- Campionato di Erste Liga: 1

Altach: 2013-2014